# Antonio Labán
Antonio Labán Numán (28 de junio de 1918 - Santiago, 14 de junio de 2006) fue un dirigente deportivo chileno de origen sirio. Fue presidente de Colo-Colo y de la Asociación Central de Fútbol, entidad antecesora de la ANFP, entre 1962-1968. También presidió la Federación de Fútbol (1970-72).
Se recibió de contador en el Instituto Superior de Comercio en 1936. Logró éxito como industrial textil. Empezó su vinculación con Colo-Colo hacia 1935. Un par de temporadas después ya ocupaba el cargo de tesorero bajo la presidencia de Robinson Álvarez.
En 1953, una muy cerrada votación determinó que Labán pudiera acceder al sillón presidencial de Colo-Colo. Su meta inmediata fue llevar a Colo-Colo a su sexta estrella. Para, ello se abocó a la repatriación de Jorge y Eduardo Robledo. Además, contrató a Atilio Cremaschi (ex Unión Española). 
Bajo la tutela directiva de Labán en el equipo de Colo-Colo, quien estuvo en el cargo entre 1953 y 1962, inició las gestiones para la construcción del Estadio Monumental, al comprar los terrenos. En 1956 adquirió el predio de 28 hectáreas, ubicado en el sector sur de Santiago junto a la avenida Departamental ubicados en la comuna de Macul, e inició la construcción del estadio, diseñado inicialmente para albergar 120.000 personas. La idea del directivo era ofrecer el estadio para la realización de la Copa Mundial de Fútbol de 1962, a jugarse en Chile, y obtener así la ayuda del estado para su conclusión, lo que no ocurrió y las obras sólo concluyeron en 1989. También fue adquirida la exsede de Colo-Colo en 1953, la Casona de Calle Cienfuegos 41.
Bajo la dirección de Antonio Labán, Colo-Colo conquistó los títulos de 1953, 1956 y 1960.
Como dirigente, debió enfrentar algunas huelgas de jugadores. En 1960 tuvo una disputa verbal con Caupolicán Peña durante un entrenamiento. Fue parte de un conflicto que terminó con la creación de la Unión de Futbolistas Profesionales.
Falleció el 14 de junio de 2006, víctima de un paro cardiorrespiratorio.